# Дебрен
Де́брен (болг. Дебрен) — село в Благоєвградській області Болгарії. Входить до складу громади Гирмен.

## Населення
За даними перепису населення 2011 року у селі проживала 2251 особа.
Національний склад населення села:
| Національність   | Кількість осіб | Відсоток |
| ---------------- | -------------- | -------- |
| болгари          | 1417           | 82,0%    |
| турки            | 37             | 2,1%     |
| цигани           | 21             | 1,2%     |
| інша             | 22             | 1,3%     |
| не визначились   | 232            | 13,4%    |
| Всього відповіли | 1729           |          |

Розподіл населення за віком у 2011 році:
Динаміка населення: